# Casa William H. Copeland
La Casa William H. Copeland es una casa situada en Chicago en el barrio de Oak Park, en el estado de Illinois, Estados Unidos. En 1909, el arquitecto Frank Lloyd Wright llevó a cabo una remodelación de la casa. La casa original de estilo italianista databa de la década de 1870. William H. Copeland contrató a Wright para realizar la remodelación, y la versión original del proyecto de remodelación era una casa de estilo Prairie de tres plantas. Esta versión fue rechazada y el resultado fue una casa de estilo Prairie menos marcado, la Casa William H. Copeland. En el exterior la alteración más significativa fue el tejado en punta. 

## Historia
La Casa William Copeland fue construida alrededor de 1873 para William H. Harman. La gran casa italianista representaba un microcosmos del carácter general de las casa de Oak Park antes de que Wright empezara a diseñar edificios. Casas de este estilo formaron parte del paisaje de pequeños pueblos por todos los Estados Unidos. En 1909 el por entonces dueño de la casa, el Doctor William Copeland, un famoso cirujano con consultas en Chicago y Cleveland, contrató a Frank Lloyd Wright para remodelar la casa. Este fue el segundo encargo de Copeland a Wright, ya que antes Copeland ya le había contratado para realizar un garaje.

## Arquitectura
La Casa Copeland fue diseñada alrededor de 1873 por un arquitecto desconocido en estilo italianista. El trabajo de remodelación de Wright en 1909 incluía cambios tanto en el interior como en el exterior de la casa. Se añadió un nuevo tejado de tejas encima de los ladrillos decorativos; pero fue retirado en la década de 1950 debido a sus constes de mantenimiento. El proyecto fusionó el estilo Prairie de Wright con el italianista, esta fusión se puede observar en las líneas de la casa. El nuevo tejado picudo, el porche y los aleros colgantes, son algunas de las características de la Casa Copeland que se pueden encontrar en cualquier casa de estilo Prairie diseñada por Wright.
El plan original de Wright para la Casa Copeland consistía en una casa de tres plantas en estilo Prairie, sin embargo este plan fue rechazado. El resultado fue que la remodelación no fue tan ambiciosa como hubiera sido originalmente. En la remodelación exterior, el cambio más importante fue el tejado. Además en el interior de la casa Wright realizó cambios en la distribución de las habitaciones, para adecuarlas al estilo Prairie. Diseñó la encimera del comedor, así como la mesa y las sillas.

## Trascendencia
La Casa Copeland es un ejemplo de un proyecto de remodelación de Wright. Está categorizado como una propiedad que contribuye al Distrito Histórico de la Frank Lloyd Wright-Prairie School de Arquitectura. Este distrito histórico fue incorporado al Registro Nacional de Lugares Históricos en 1973. La Casa William Copeland es una de las tres casas en Oak Park que fueron remodeladas por Wright; las otras dos fueron la Casa Peter A. Beachy y la Casa Hills-DeCaro.